# کارخانه ربات‌سازی روسوم

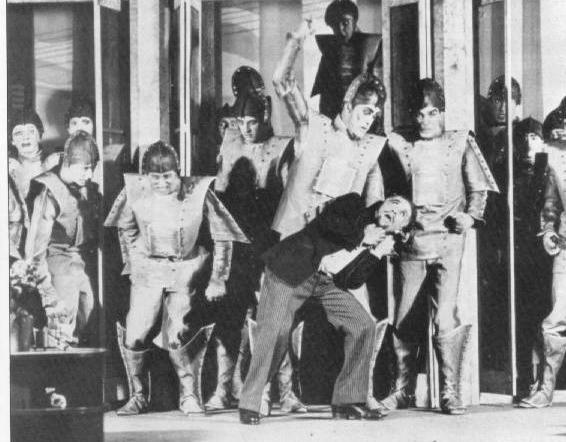
نمایش کارخانه ربات‌سازی

کارخانه ربات‌سازی روسوم (به چک: Rossumovi Univerzální Roboti) نمایشنامه‌ای از کارل چاپک نویسندهٔ چک، در چهار پرده است. این نمایشنامه که در ۱۹۲۰ نوشته شد و به سرعت شهرتی جهانگیر یافت، به شکلی که تنها ظرف سه سال پس از انتشارش به زبان اصلی به سی و سه زبان دیگر ترجمه شد.
این اولین کتابی است که در آن واژه‌یروبوت به کار رفته‌ است. کلمهٔ روبوت از روبوتا در زبان چک به معنی بیگاری گرفته شده است.

## داستان
در پرده اول نمایش تاریخچه ایجاد کارخانه روسوم از زبان مدیر فعلی کارخانه بازگو می‌شود. شخصی به نام روسوم ماده‌ای شبیه پروتوپلاسم کشف می‌کند و سعی می‌کند با آن حیواناتی را شبیه‌سازی کند. اما برادرزاده او که می‌خواهد خیلی سریع ثروتمند شود این ماده را برای شبیه‌سازی انسان به کار می‌گیرد و اولین گروه روبوت‌ها را می‌سازد که مانند خدمتکارانی در اختیار اربابان انسان خود به کار گرفته می‌شوند.
در پرده دوم دیگر این روبوت‌ها بسیار همه گیر و پیش رفته شده‌اند اما یکی از شخصیت‌های نمایش فرمول تولید آن‌ها را نابود می‌کند.
در پرده سوم روبوت‌ها علیه انسان‌ها قیام می‌کنند و با فتح کارخانه روسوم این قیام به سرانجام می‌رسد.
در پرده چهارم روبوت‌ها که دیگر همه انسان‌ها را از بین برده‌اند نمی‌توانند خود را بازتولید کنند چون فرمول بازتولید را در اختیار ندارند. تنها انسان باقی‌مانده در زمین که نامش الکوئیست است به کار گرفته می‌شود تا بتواند فرمول را دوباره کشف کند. روبوت‌ها به او اجازه می‌دهند بر روی هر تعداد روبوتی که لازم دارد آزمایش کند. در خلال این آزمایش‌ها متوجه می‌شود که بین دو روبوت احساس عاشقانه ایجاد شده‌است و الکوئیست آن دو را آدم و حوای دنیای جدید می‌خواند.